# 會議室

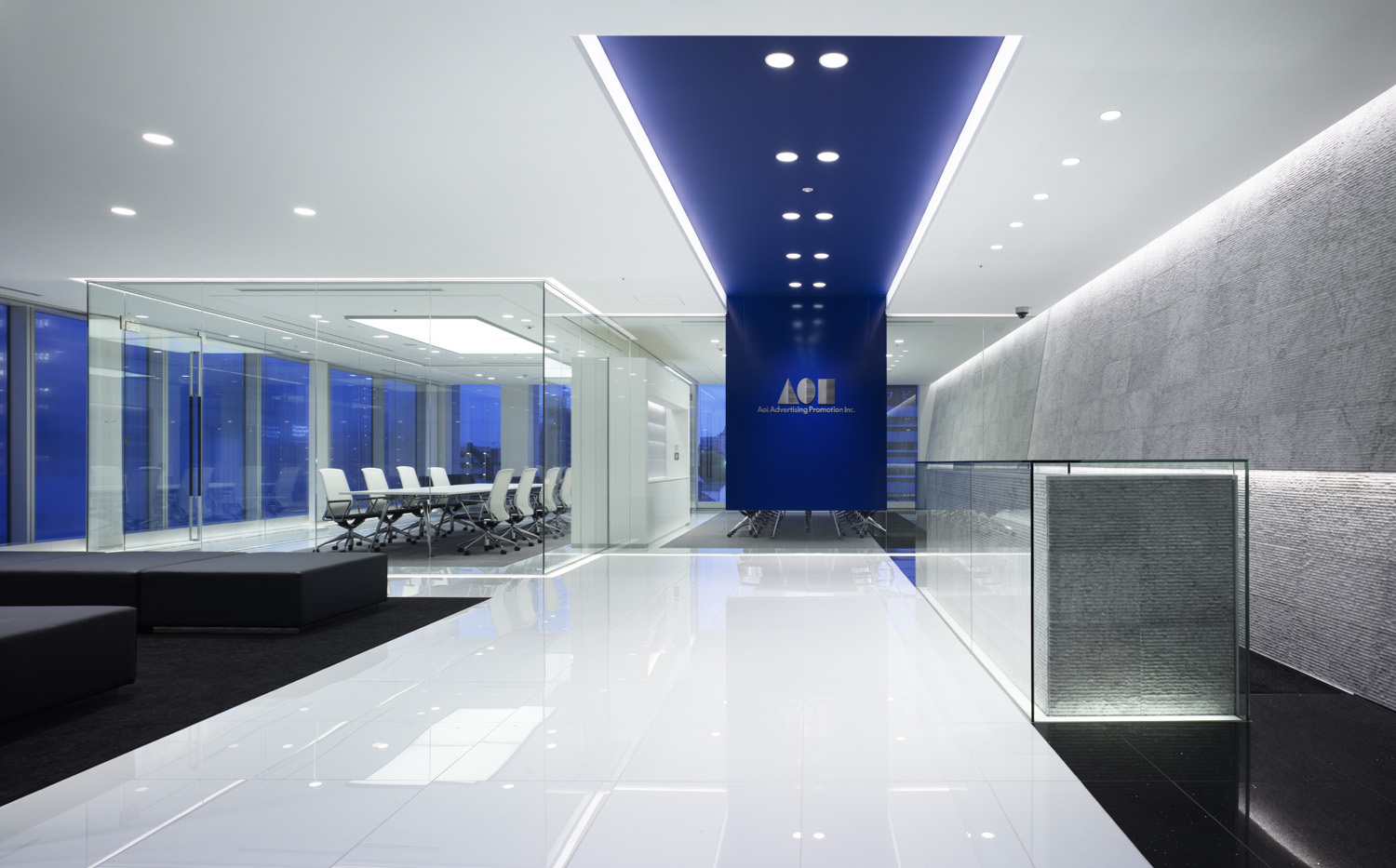
現代風格會議室

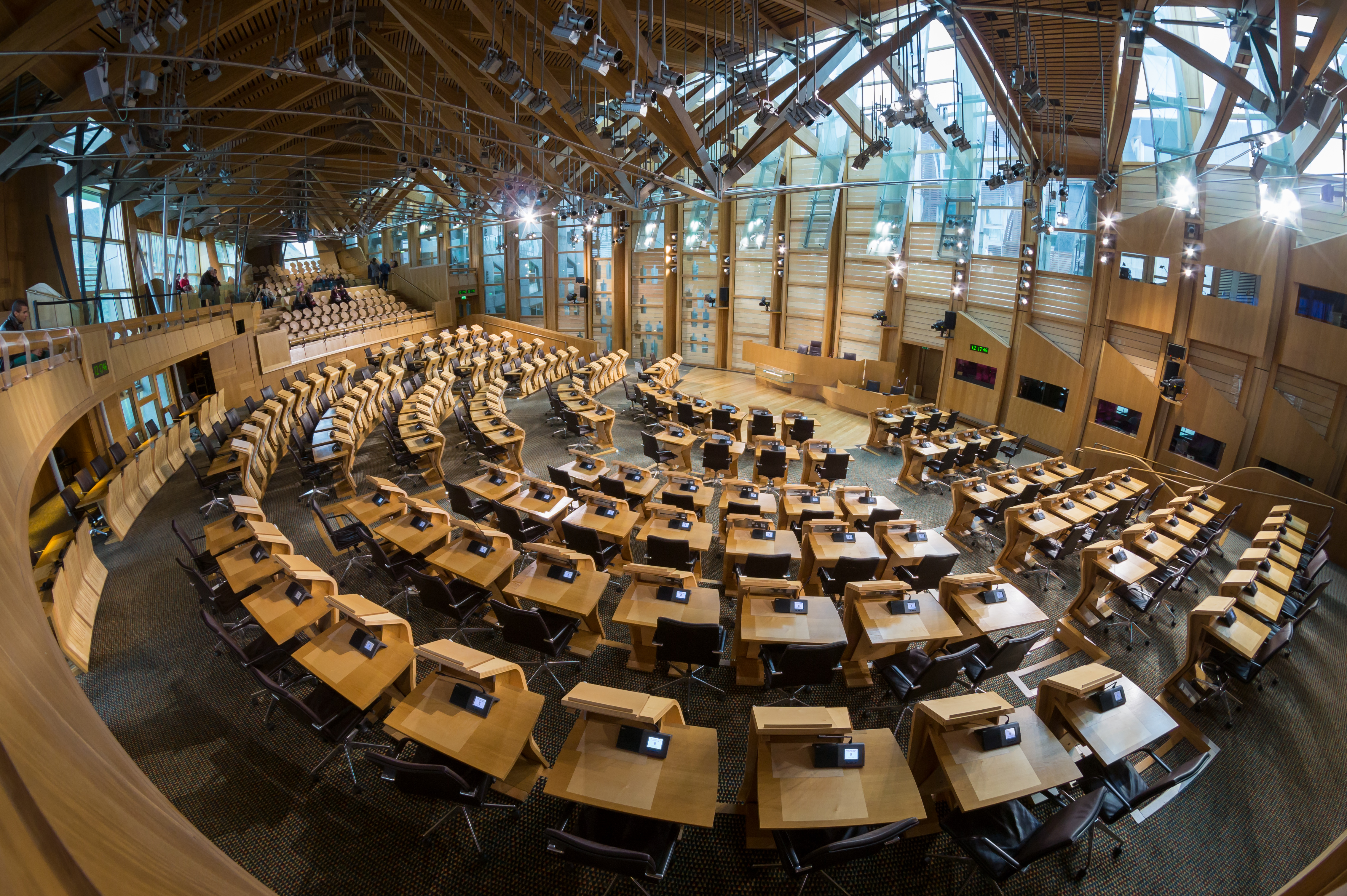
蘇格蘭議會大樓內的議事廳

會議室，主要用作開會、商談生意、交流意見、開記者會等的會議場地，每一間公司都應該最少有一間。 不過，有一些會議室其實是主管辦公室、會客室、茶水間、樣品屋、教室等，美其名曰「多用途會議室」。有些機構則設有專門的大型會議室，稱為「議事廳」。

## 相關
- 禮堂
- 酒店
- 圓桌
- 高影機
- 展覽會
- 董事會
- 間諜
- 議會（會議在議場或會議廳舉行）

## 外部連結
- 柯爾柏基金會於伯格多夫舉行的圓桌會議 （页面存档备份，存于）